# James W. Pennebaker

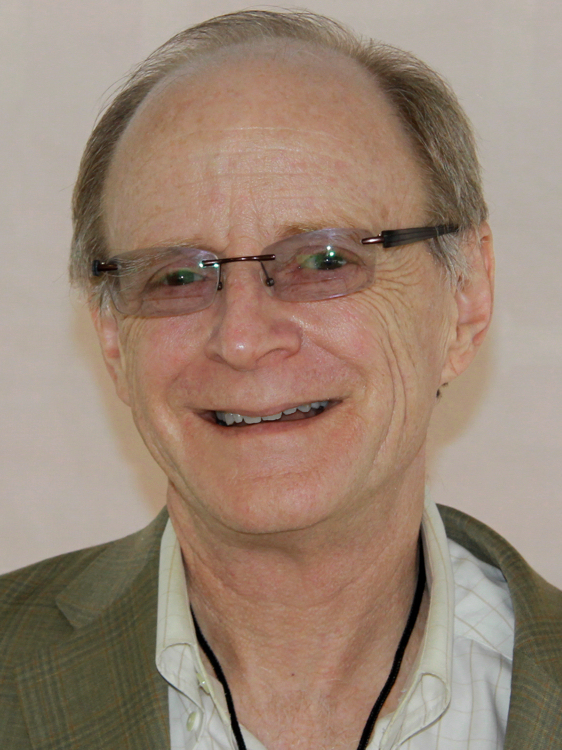
James Pennebaker em 2011.

James Whiting Pennebaker (2 de março de 1950) é um psicólogo social estadunidense. Ele é professor de Psicologia na Universidade do Texas em Austin e membro da Academia de Professores Premiados.
Sua pesquisa foca na relação entre uso da linguagem natural, saúde e comportamento social, mais recentemente "como a linguagem cotidiana reflete os processos sociais e de personalidade básicos".

## Formação e carreira
Ennebaker recebeu seu bacharelado em psicologia pela Eckerd College em 1972 com honras e seu Ph.D. pela Universidade do Texas em Austin em 1977.
Ele ocupou as seguintes posições:
1977-1983: Professor Assistente de Psicologia, Departamento de Psicologia da Universidade da Virgínia. 
1983-1997: Professor Associado e Pleno da Universidade Metodista do Sul.
1995-1997: Presidente do Departamento de Psicologia. 
1997-presente: Professor da Universidade do Texas em Austin; 2005-2009: Bush Regents Professor de Artes Liberais.
2005-2014: Presidente do Departamento de Psicologia.
2009-presente: Regentes Centennial Professor de Artes Liberais.
2005-2010: Professor de Pesquisa Internacional, Universidade de Lancashire Central, Preston, Inglaterra.
2016-2018: Diretor Executivo, Projeto 2021 para repensar a graduação da Universidade do Texas em Austin.

## Pesquisa
Ao longo de sua carreira, Pennebaker estudou a natureza dos sintomas físicos, as consequências para a saúde de segredos, escrita expressiva e linguagem natural, e recebeu bolsas da National Science Foundation, dos Institutos Nacionais de Saúde, da Fundação Templeton, do Instituto de Pesquisa do Exército dos EUA e de outras agências federais para estudos em linguagem, emoção e dinâmica social.
Pioneiro da escritoterapia, ele pesquisou a ligação entre a linguagem e a recuperação do trauma e foi "reconhecido pela Associação Americana de Psicologia como um dos principais pesquisadores em trauma, divulgação e saúde". Em particular, ele encontra o uso de "palavras de baixo nível" por uma pessoa, como pronomes e artigos, preditivos de recuperação, bem como traços indicativos de sexo, idade e personalidade: "Praticamente ninguém na psicologia percebeu que palavras de baixo nível podem dar pistas para comportamentos em larga escala."
Em meados da década de 1990, ele e colegas desenvolveram o Linguistic Inquiry and Word Count (LIWC; pronunciado "Luke"), um programa informatizado de análise de texto que produz a porcentagem de palavras em um determinado texto que se enquadra em um ou mais de mais de 80 categorias linguísticas (por exemplo, pronomes singulares em primeira pessoa, conjunções), psicológicas (por exemplo, raiva, realização) e categorias tópicas (por exemplo, lazer, dinheiro). Baseia-se em pesquisas anteriores que estabelecem fortes vínculos entre padrões linguísticos e personalidade ou estado psicológico, mas torna possível resultados muito mais detalhados do que as contagens manuais. Pennebaker e associados têm usado esta ferramenta para analisar a linguagem dos líderes da Al Qaeda e de candidatos políticos, particularmente nas eleições presidenciais dos Estados Unidos em 2008. O uso do LIWC é generalizado.
É comumente usado para examinar como diferentes grupos de pessoas se comunicam ou escrevem, como os indivíduos podem diferir em sua escrita em contextos, e é usado para detectar enganos. Pennebaker blogs com associados sobre o que a análise linguística diz sobre líderes políticos, no Wordwatchers: Tracking the language of public figures, e Pennebaker Conglomerados, Inc. oferece ferramentas gratuitas de análise de texto baseadas em LIWC on-line, incluindo uma calculadora de correspondência de estilo de idioma e uma aplicação baseada em linguagem do Thematic Apperception Test.
Em janeiro de 2017, Pennebaker foi um dos palestrantes da série inaugural public lectures on Language da Sociedade Linguística da América.